# 嗅脳

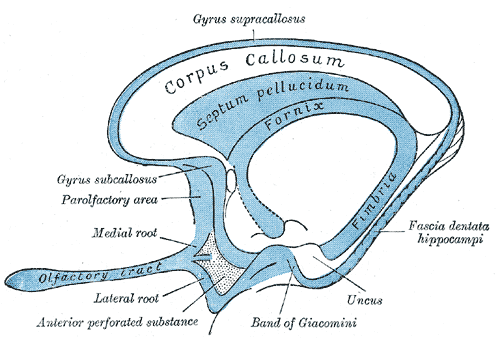
概略図

嗅脳（きゅうのう）は、大脳半球の底の部分から側頭葉にかけて存在し、嗅覚に関係する領域である。嗅球、嗅索、嗅三角などからなる前部と、前有孔質と終板傍回からなる後部にわけられる。古皮質に属し、下等な動物や爬虫類や両生類ではよく発達し広く占める。鳥類や哺乳類では他の皮質に被われている。ヒトでは著しく退化している。
広義の嗅脳は大脳辺縁系の大部分を含み、嗅覚に限らず、本能や情動行動にも関係している。鼻腔の嗅部粘膜の嗅細胞の神経突起である嗅神経は、篩骨の篩板を通って嗅球に入る。ここの神経から発した線維は、嗅索、嗅三角を経て大脳皮質の嗅覚領に達する。